# Nakada Kaoru

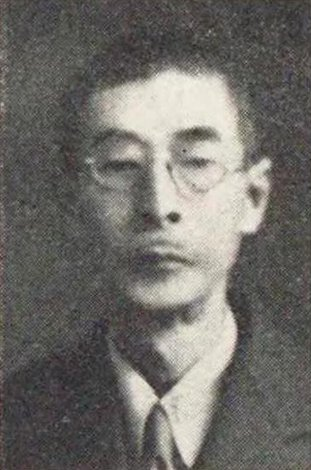
Nakada Kaoru

Nakada Kaoru (japanisch 中田 薫; geboren 1. März 1877 in Kōfu (Präfektur Yamanashi); gestorben 21. November 1967) war ein japanischer Rechtshistoriker.

## Leben und Wirken
Nakada Kaoru machte im Jahr 1900 seinen Abschluss an der Universität Tokio, an der er Rechtsprechende Einrichtungen der Kamakura-Zeit untersucht hatte. 1902 wurde er als Mitarbeiter in die Juristische Fakultät aufgenommen, von 1908 bis 1911 wurde er vom Kultusministerium zur Weiterbildung nach Europa geschickt. Nach seiner Rückkehr 1911 wurde er ordentlicher Professor. 
Nakada ist vor allem bekannt als Begründer der Erforschung der Rechtsgeschichte in Japan als Disziplin der Wissenschaft, aber er interessierte sich auch für die entsprechende Geschichte in China und Europa. Ab 1927 wandte sich Nakada sich vornehmlich der Erforschung Rechtsprechender  Einrichtungen der vormodernen und der frühen Moderne zu. Sein Nachfolger wurde Ishii Ryōsuke.
1946 wurde Nakada mit dem Kulturorden ausgezeichnet, 1951 als Person mit besonderen kulturellen Verdiensten.
Zu Nakadas Schriften gehören „Ōchō-jiidai no shōen ni kan-suru kenkyū“ (王朝時代の庄園に関する研究) 1906, „Untersuchungen zur Grundherrschaft in der Vor-Kamakura-Zeit“, „Meiji shonen no iriaiken“ (明治初年の入会権) 1928, „Allmenderecht in der frühen Meiji-Zeit.“ Seine Europa-Erfahrungen schlugen sich nieder in den Werken zur westlichen, deutschen und französischen Rechtsgeschichte: „Seiyō hōsei-shi“ (西洋法制史) 1928, „Doitsu hōsei-shi“ (獨逸法制史) 1933, „Furansu hōsei-shi“ (仏蘭西法制史) 1936.